# Palmona Park
Palmona Park es un lugar designado por el censo ubicado en el condado de Lee en el estado estadounidense de Florida. En el Censo de 2010 tenía una población de 1.146 habitantes y una densidad poblacional de 525,5 personas por km².

## Geografía
Palmona Park se encuentra ubicado en las coordenadas 26°41′22″N 81°53′40″O / 26.68944, -81.89444. Según la Oficina del Censo de los Estados Unidos, Palmona Park tiene una superficie total de 2.18 km², de la cual 2.17 km² corresponden a tierra firme y (0.48%) 0.01 km² es agua.

## Demografía
Según el censo de 2010, había 1.146 personas residiendo en Palmona Park. La densidad de población era de 525,5 hab./km². De los 1.146 habitantes, Palmona Park estaba compuesto por el 87.7% blancos, el 2.71% eran afroamericanos, el 0.52% eran amerindios, el 0.52% eran asiáticos, el 0% eran isleños del Pacífico, el 5.67% eran de otras razas y el 2.88% pertenecían a dos o más razas. Del total de la población el 19.02% eran hispanos o latinos de cualquier raza.